# أنتوني واشنطن
أنتوني واشنطن (بالإنجليزية: Anthony Washington)‏ هو منافس ألعاب قوى أمريكي، ولد في 16 يناير 1966 في غلاسكو في الولايات المتحدة.

## وصلات خارجية
- أنتوني واشنطن على موقع الاتحاد الدولي لألعاب القوى (الإنجليزية)
- أنتوني واشنطن على موقع أوليمبيديا (الإنجليزية)